# Sepehran Airlines
Sepehran Airlines (persiano: هواپیمایی سپهران) è una compagnia aerea iraniana con sede nella città di Mashhad, in Iran.

## Storia
Nell'aprile 2015, Routesonline ha riferito che Sepehran Airlines aveva acquisito il suo primo aereo, un Boeing 737, e che prevedeva di iniziare i voli nel corso dell'anno. Tuttavia, la compagnia aerea non ha ricevuto il certificato di operatore aereo fino a luglio 2016. La prima richiesta era stata respinta a giugno, poiché le autorità dell'aviazione civile iraniane erano preoccupate per l'età media della flotta della compagnia aerea; al 2021, l'età media risulta essere di 26 anni, un valore abbastanza elevato.

## Flotta
A maggio 2025 la flotta di Sepehran Airlines è composta dai seguenti aeromobili: